# Rhynchostegium oblongifolium
Rhynchostegium oblongifolium är en bladmossart som beskrevs av Brotherus och William Walter Watts 1915. Rhynchostegium oblongifolium ingår i släktet näbbmossor, och familjen Brachytheciaceae. Inga underarter finns listade i Catalogue of Life.